# Lagny-sur-Marne
Lagny-sur-Marne is een gemeente in het Franse departement Seine-et-Marne (regio Île-de-France) en telt 21.139 inwoners (2020). De plaats maakt deel uit van het arrondissement Torcy en is een van de 26 gemeenten van de nieuwe stad Marne-la-Vallée.
Het was een van de plaatsen waar gedurende de Hoge Middeleeuwen de jaarmarkten van Champagne werden gehouden.

## Geografie
De oppervlakte van Lagny-sur-Marne bedraagt 5,7 km², de bevolkingsdichtheid is 3696 inwoners per km².
De onderstaande kaart toont de ligging van Lagny-sur-Marne met de belangrijkste infrastructuur en aangrenzende gemeenten.

## Demografie
Onderstaande figuur toont het verloop van het inwonertal (bron: INSEE-tellingen).

## Geboren in Lagny-sur-Marne
- Édouard Cortès (1882-1969), kunstschilder
- Corinne Hermès (1961), zangeres
- Mylène Lazare (1987), zwemster
- Christopher Jullien (1993), voetballer
- Paul Pogba (1993), Frans-Guinees voetballer
- Christopher Nkunku (1997), voetballer